# Ciro Humboldt
Ciro Humboldt Barrero (Santa Cruz de la Sierra, Bolivia; 1925 - La Paz, Bolivia; 2004) fue un abogado y político boliviano, ministro durante los gobiernos de los presidentes Víctor Paz Estenssoro y Hugo Banzer Suárez.

## Biografía
Ciro Humboldt nació el año 1925 en la ciudad de Santa Cruz de la Sierra. Empezó sus estudios primarios en 1931 y los secundarios a principios de 1940, saliendo bachiller en 1943. 
En 1944, continúo con sus estudios superiores logrando ingresar a la facultad de derecho de la Universidad Gabriel Rene Moreno, graduándose como abogado a sus 23 años en 1948 con título en provisión nacional del 31 de marzo de 1949, durante el gobierno del presidente Enrique Hertzog Garazaibal.
Políticamente, desde muy joven, a sus 20 años, Humboldt militó desde 1945 en el partido político del Movimiento Nacionalista Revolucionario (MNR).
En 1952, a sus 27 años de edad, y durante el primer gobierno del presidente Víctor Paz Estenssoro (1952-1956), Humboldt fue nombrado para trabajar como secretario de la embajada boliviana en los Estados Unidos.

## Vida política

### Senador de Bolivia
A sus 35 años, el año 1960 fue elegido senador por el departamento de Chuquisaca, región al que siempre representó en el congreso durante toda su vida política. Mientras estuvo ese año como senador ocupó el cargo de secretario de la senatoria.
Durante el segundo gobierno de Víctor Paz Estenssoro (1960-1964), Humboldt ocupó el cargo de ministro de Educación de Bolivia desde 1963 hasta 1964. Cuando Víctor Paz Estenssoro empezaba su tercer gobierno constitucional, posesionó a Humboldt como su ministro del Interior (o gobierno), pero este cargo fue de poca duración por el motivo del golpe de Estado que el general René Barrientos Ortuño hizo al gobierno del presidente Víctor Paz el 4 de noviembre de 1964.

## Dictaduras militares (1964-1978)

### Ministro de Bolivia
Después de 1964, Humboldt se opuso abiertamente a los gobiernos militares de izquierda de Alfredo Ovando Candía y Juan José Torres. En 1971, Humboldt y Raúl Lema junto con el jefe del partido político de la Falange Socialista Boliviana (FSB) Mario Gutiérrez, apoyaron el golpe de Estado que realizó el coronel Hugo Banzer al gobierno del presidente Juan José Torres Gonzales, en la cual también ayudó y tomó parte activa en el golpe el Movimiento Nacionalista Revolucionario (MNR).
Durante el primer gobierno del presidente Hugo Banzer Suárez (1971-1978), Humboldt se desempeñó como ministro de Trabajo de Bolivia desde 1971 hasta 1973.

## Retorno de la Democracia

### Diputado y senador de Bolivia
Con el retorno de la democracia a Bolivia el año 1982 a manos del segundo gobierno del presidente Hernán Siles Suazo (1982-1985), Humboldt se mantuvo al lado del Movimiento Nacionalista Revolucionario (MNR), partido político por el cual salió elegido como diputado el año 1980. 
En las elecciones generales de 1985, pasó de ser diputado a ocupar el cargo de senador por el departamento de Chuquisaca. Durante el lapso que Ciro Humboldt estuvo como senador, fue presidente de la cámara de senadores durante los años 1986, 1987 y 1988 convirtiéndose así en uno de los senadores que por más tiempo presidió dicha cámara junto a Julio Garrett Ayllón y Leopoldo Fernández. 
Su gestión como presidente del senado boliviano durante 3 años consecutivos no tuvo muchas dificultades ya que la alianza que se había pactado entre el partido Acción Democrática Nacionalista de Hugo Banzer Suárez y el Movimiento Nacionalista Revolucionario de Víctor Paz Estenssoro controlaba 26 de los 27 escaños en la cámara de senadores, siendo este el mayor control ejercido por el oficialismo desde el retorno de la democracia hasta la actualidad.

## Década de 1990

### Diputado de Bolivia
El paulatino declive del Movimiento Nacionalista Revolucionario y el surgimiento de una nueva generación de líderes políticos más inclinados a liberalismo de Gonzalo Sánchez de Lozada, apago el liderazgo y la figura de Humboldt.
En 1989 y a sus 64 años, Humboldt pudo conservar aún su curul de parlamentario entrando al congreso nacional nuevamente, pero esta vez, solo como diputado. Para 1993 su ruptura definitiva con su histórico partido político del Movimiento Nacionalista Revolucionario ("MNR") le puso al margen y fuera de circulación de toda actividad política. Ese mismo año intento candidatear de nuevo a un puesto en el congreso con el partido Vanguardia Revolucionaria del 9 de abril (VR - 9), pero fracaso en el intento sin tener ningún éxito en su reelección.
A partir de 1993, Humboldt se retira de la política después de haber estado durante 41 años en la vida pública (1952-1993). 
Pasados once años después de su retiro, falleció en La Paz en 2004, a los 79 años.